# Râul Dascălu
Râul Dascălu este un curs de apă, afluent al râului Olteț. 